# Château d'Uzel
Le château d'Uzel est un château situé dans la commune de Pelousey, dans le département français du Doubs, en Franche-Comté.

## Localisation
Le château est situé rue du séminaire à 259 m d'altitude.

## Histoire

### Une propriété seigneuriale puis bourgeoise
La date de construction du château est incertaine, les documents le concernant ayant été détruits lors de la Révolution française. La première mention de son existence date de 1776, lorsque Claude-Edme Lamy de Laperrière en prend possession à la suite de son mariage, en 1755, avec Claude Alexandrine Bietrix, fille de Jean-Baptiste Joseph Bietrix, parlementaire et Maire de Besançon en 1728.
On estime sa construction soit au XVIIe, soit au XVIIIe siècle.

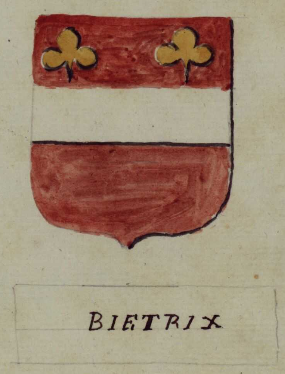
Blason de la famille Biétrix
Blason de la famille Lamy

En 1778-1780, à cause des déboires conjugaux de son époux, Claude Alexandrine Bietrix, fait sceller ses biens et décide de les vendre à Jean Stanislas Dunod de Charnage et son épouse Marie-Emillienne Mourey. Le 25 août 1813, Paul Richard Gabriel Dunod de Charnage épouse Marie Gabrielle Lamy de Lapierre, la petite-fille de Claude-Edme Lamy

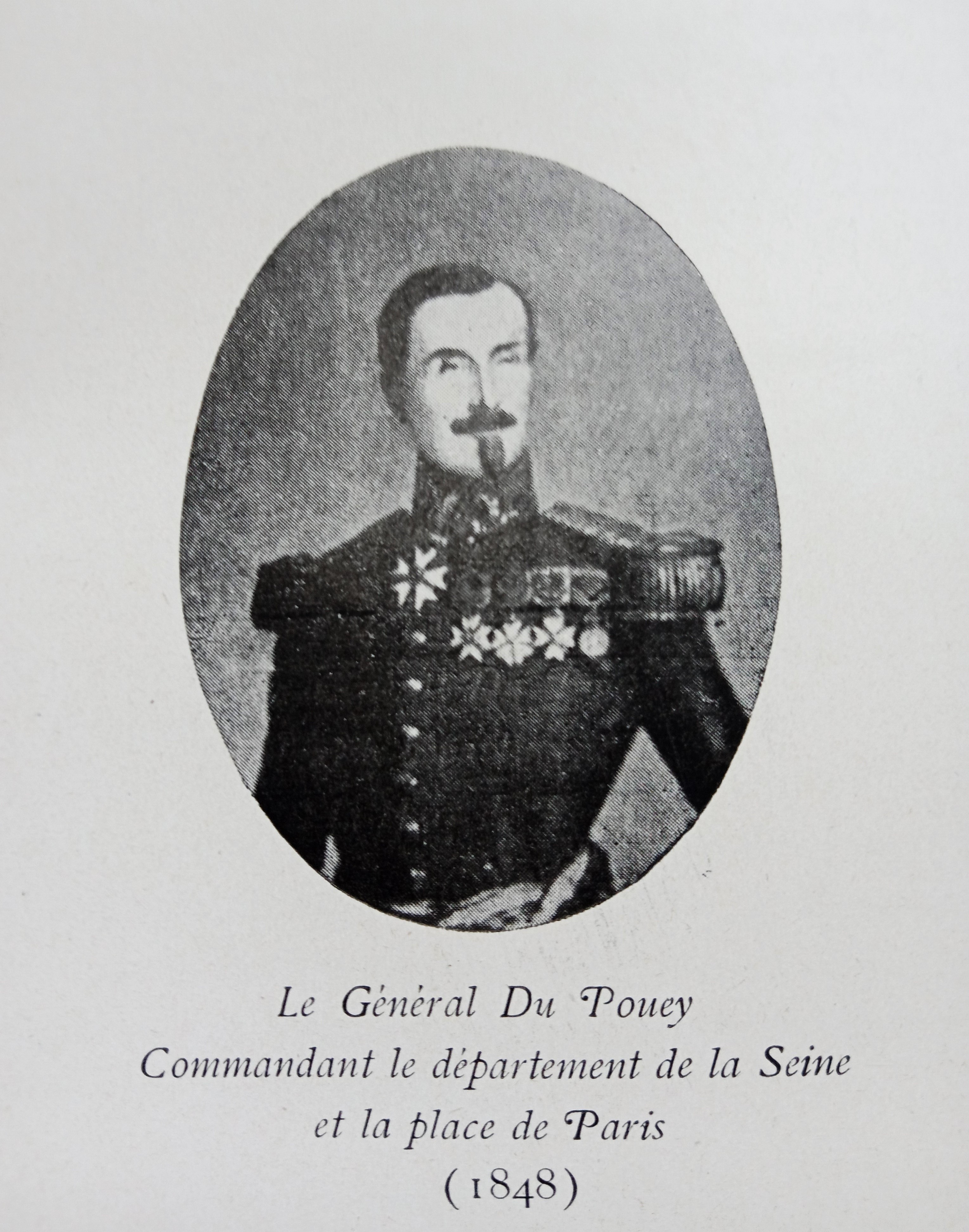
Dominique du Pouey (1788-1873), militaire et homme politique français

La famille Dunod de Charnage va occuper les lieux pendant une cinquantaine d'années avant qu'un certain Dominique du Pouey en fasse l'acquisition. Général à la retraite, il y décède le 11 septembre 1873.
En avril 1881, le conseil général du Doubs, achète le château d'Uzel pour la somme de 50 000 francs.

### L'institution des sourdes-muettes
Après quelques travaux il est revendu aux Sœurs de la Sagesse,pour 125 000 francs. Ces dernières y transfèrent l'Institution de sourdes-muettes,initialement créée à Besançon en 1877.
En 1919, une grotte de Lourdes est créée pour commémorer la préservation de la paroisse durant la guerre. Elle est bénie le 9 octobre 1921, à l'occasion du premier pèlerinage.

### les Montfortains et le séminaire
Le 13 février 1934, l'édifice est revendu à un mouvement Montfortain,nommé la Compagnie de Marie pour la somme de 250 000 francs, payable en dix ans et son mobilier pour 30 000 francs. Ils y transfèrent l’École Apostolique de Liège.
La première rentrée a lieu en octobre 1938. Cette même année, sont installés une poussinière ainsi qu'un élevage de poules pondeuses.
La ferme est créée en 1948. Elle est élargie à la suite du rachat de terre auprès d'un certain monsieur Bové, le 1er janvier 1949.
Début des années 1950, le bâtiment accueillant les dortoirs est surélevé d'un étage.
En janvier 1961, débute la construction de la chapelle, d'après les dessins de l'architecte Rainer Senn. Le 3 juin 1962, Marcel-Marie Dubois, archevêque de Besançon, bénit la première pierre.
Durant les années 1970, le nombre d'élèves déclinant fortement, les enseignants catholiques cèdent leurs places à des enseignants laïcs.
L'année 1982 sonne la fin de tout cours. Le château est mis en vente et la grotte, léguée à la commune de Pelousey.

### L'ESAT Château d'Uzel
En 1983, l'Adapei de Besançon achète le château et y créée un Esat.
En 1990, il abandonne l'élevage de cailles, d'escargots, de poules pondeuses, et la transformation de produits fermiers pour se recentrer sur la cuisine pour les collectivités ainsi que l'élevage et abattage de volaille.
En 1996, la cuisine est agrandie, puis déménage entièrement à Besançon en 2003. Aujourd'hui, seule une structure nommée La ferme d'Uzel est toujours située au château d'Uzel.  